# Paul Jenisch (Musiker)

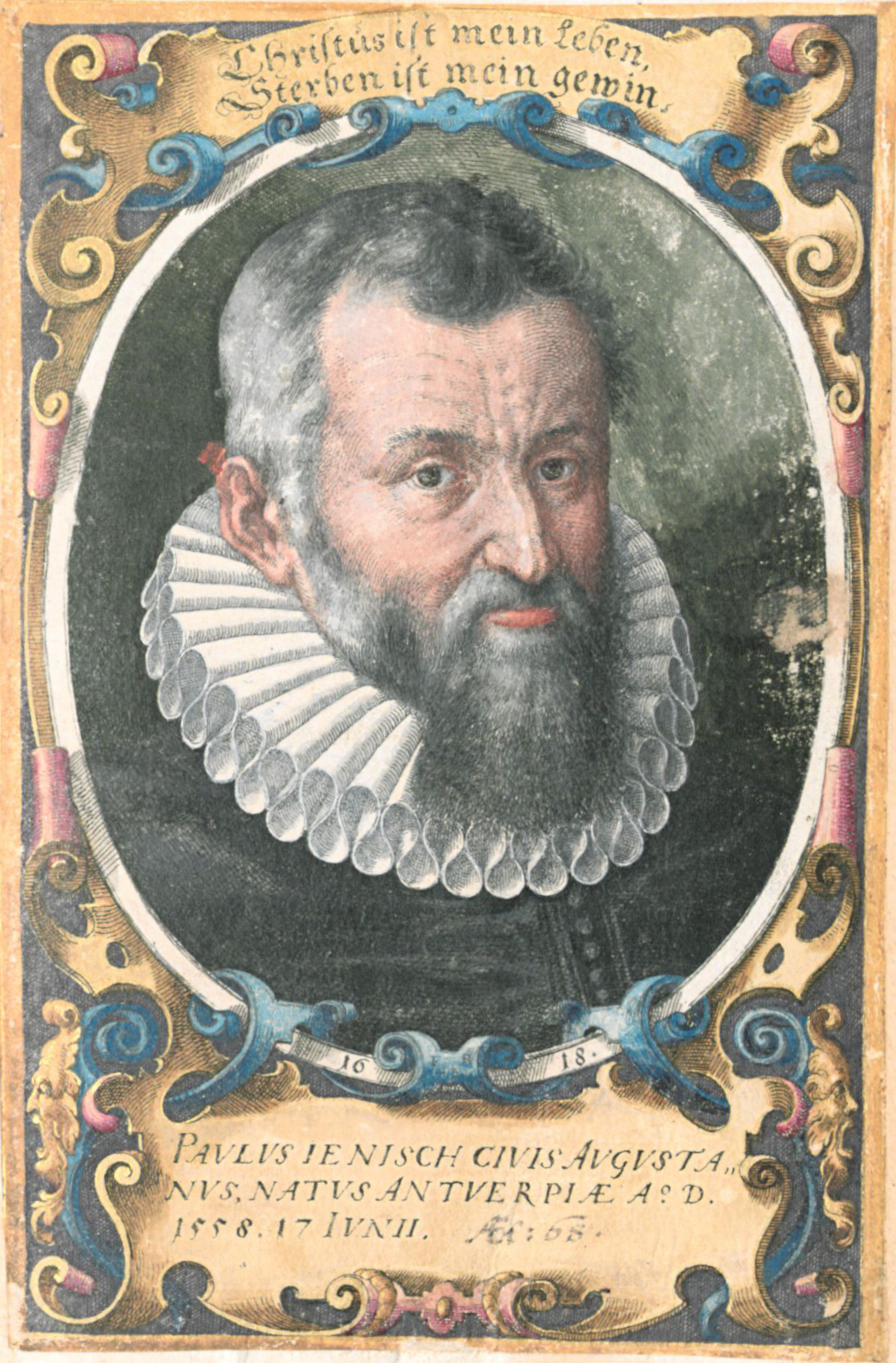
Paul Jenisch, 1618

Paul Jenisch (* 17. Juni 1558 in Antwerpen; † 18. Dezember 1647 in Stuttgart) war ein deutscher lutherischer Theologe und Hofmusiker der württembergischen Herzöge.

## Leben

### Jugend
Paul Jenisch war ein Sohn des aus Augsburg stammenden Handelsmanns Hieronymus Jenisch und seiner Frau Maria, geb. Gienger. Er wurde in Antwerpen geboren, wo sich seine Eltern zu diesem Zeitpunkt aufhielten. Er war zunächst auf der Schule in Breda, doch 1567 mussten seine Eltern wegen der unter Herzog Alba verübten Gräuel die Niederlande verlassen und kehrten nach Augsburg zurück, wo Paul den Unterricht im Kollegium zu St. Anna fortsetzte. Paul Jenisch wurde zunächst auf den Beruf des Kaufmanns vorbereitet. Deshalb wurde er 1572 von seinem Vetter Jacob Hoser nach Italien geschickt, um Italienisch zu erlernen. Nach seiner Rückkehr, etwa 1576, arbeitete er noch drei Jahre als kaufmännischer Buchhalter. Seine Liebe zu den Wissenschaften, besonders zur Theologie, brachte ihn dazu, den Kaufmannsberuf trotz des Widerstrebens seiner Eltern zu quittieren und sich auf das Studium vorzubereiten. Dazu war er eine verhältnismäßig kurze Zeit auf dem Gymnasium in Lauingen. Er immatrikulierte sich am 23. April 1580 an der Universität Tübingen und studierte evangelische Theologie.

### Gescheiterter Priester
Nach dem vierjährigen Studium in Tübingen ging er auf Reisen und besuchte die Universitäten Jena, Leipzig und Wittenberg. Jedoch zwangen seine Eltern ihn, nach Augsburg zurückzukehren, um dort in den Kirchendienst zu treten. Dort heiratete er im Alter von 27 Jahren am 25. November 1585 Maria Bossert, eine Tochter des Augsburger Kaufmanns Andreä Bossert, mit der er 12 Kinder hatte. Seine in Kaufbeuren gehaltene Probepredigt fiel ungünstig aus, er war steckengeblieben. Auf Anraten der Freunde bewarb er sich um ein Verwaltungsamt und 1591 wurde er Kirchenpropst (heutige Bezeichnung: Kirchenpflegeadjunkt) in Augsburg. Schon damals war Jenisch als Musiker tätig und „hielt ein Collegium Musicum“. Bereits am 5. März 1592 wurde er wegen Streitigkeiten mit dem herrschenden Kirchenregiment abgesetzt. Jenisch hatte in seinem in Jena erschienenen Buch Seelenschatz die Kirchenführung beschimpft, worauf er festgenommen und nach einer dreijährigen Haft am 21. März 1595 aus der Stadt verwiesen wurde.

### Hofmusiker
Jenisch fand zunächst Zuflucht in Lauingen, wo er sich neun Jahre aufhielt. Nach dem Tod seiner ersten Frau 1604 heiratete er Helena Keller, eine Tochter des Bürgermeisters von Memmingen, Johann Keller, mit der er sieben Kinder hatte. Ende des ersten Jahrzehnts des 17. Jahrhunderts ging er mit seiner Frau und den elf damals lebenden Kindern nach Stuttgart, wo es ihm gelang, 1612 – unter Herzog Johann Friedrich – als Lautenist in der Hofkapelle gegen den damals höchsten in der Hofkapelle gezahlten Jahresgehalt von 62 fl, zuzüglich 10 fl Saitengeld, angestellt zu werden. In seinem Gehalt war eine Komponistenzulage von 10 fl enthalten, die darauf hindeutet, dass Jenisch auch komponierte. Auf diese Weise versuchte man, die Lücke zu schließen, nachdem der Hofkomponist Andreas Berger am 6. Mai 1612 die Kapelle verlassen hatte. Jenisch pflegte weiter seine Beziehung zu Augsburg und auf einer Reise 1615 kaufte er dort für die Kapelle mehrere musikalische Bücher im Wert von 33 fl und 14 kr. „Durch sein musikalisches Talent erwarb er sich viele Freunde und Gönner.“
1627 wurde er von dem Kaiser Ferdinand II. in den Reichsadelstand erhoben. Nachdem der Herzog am 18. Juli 1628 gestorben war und der Regent Ludwig Friedrich sich gezwungen sah, die Hofkapelle wegen des Dreißigjährigen Krieges ab Martini (11. November) 1628 drastisch zu verkleinern, behielt Jenisch zwar seine Stelle (wie bereits bei der ersten Verkleinerung von 1618), aber auch ihm wurde das „Saiten- und Teurungsgeld“ entzogen. Er machte dann die schmerzlichen Wandlungen in der Hofkapelle durch.
Als Lautenist der herzoglichen Hofkapelle hatte er Muße, sich weiter mit theologischen Schriften zu befassen. Außerdem interessierte er sich für Kalligraphie und Mechanik, in der er auch einige Erfahrung besaß. Er war ein wirklich frommer Mann und zierte seinen Kirchenstuhl in der Leonhardskirche mit schönen Schriften und trostreichen Sprüchen. Seine Leichenrede hielt sein Freund Johann Schmid, der Pfarrer von St. Leonhard.
Von den insgesamt neunzehn Kindern überlebten ihn nur drei Söhne, u. a. die Theologen Paul (1602–1648) und Joseph (1606–1675), sowie zwei Töchter, die mit Geistlichen verheiratet waren.

## Stammbuch

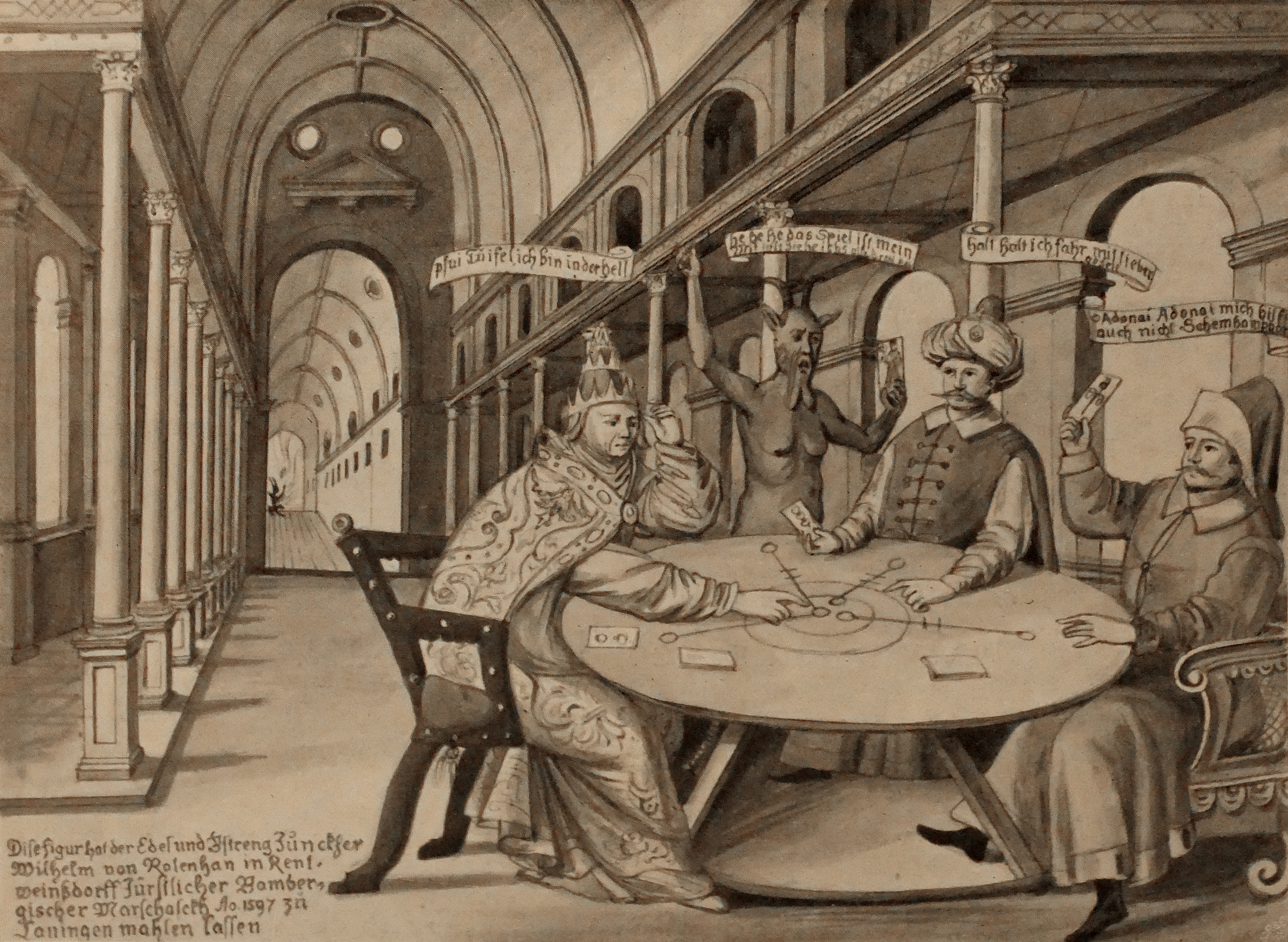
Karikatur der katholischen Kirche: Ein Bischof spielt mit dem Landesfürsten und einem Adligen in Gesellschaft des Teufels (Blatt aus dem Stammbuch von Paul Jenisch; Kupferstich 1597)

Das umfangreiche, in Leder gebundene, zweibändige Stammbuch von Paul Jenisch (Württembergische Landesbibliothek Stuttgart, Cod.hist.qt.298 und Cod.hist.qt.299) ist eine von Paul Jenisch selbst zusammengestellte Sammlung. Sie besteht aus recht willkürlich vereinigten Blättern aus seinen vor allem während der Studienzeit geführten Stammbüchern und einer Fülle von Kupferstichen und Handzeichnungen. Der zweite Band umfasst auch viele Wappen, offenbar von Jörg Weiß, die aus einem Wappenbuch stammen. Das Stammbuch enthält zahllose Eintragungen, vorwiegend aus Augsburg, Lauingen, Tübingen und Stuttgart, ferner viele mehr oder weniger bedeutende Stammbuchblätter und Zeichnungen (darunter zwei Zeichnungen von Hans von Aachen, eine von Wenzel Hollar vom 18. November 1627), außerdem zahlreiche Blätter zeitgenössischer und älterer Druckgraphik. Unter den Kupferstichen befinden sich Blätter von Wenzel von Olmütz, Lucas van Leyden, Albrecht Dürer, Hans Sebald Beham, Abraham Bloemaert, Bolsweert. Das Stammbuch bildet ein Monument der deutschen Kunst- und Kulturgeschichte jener Zeit. Unter den Einträgen gibt es folgende:
- Georg Friedrich Markgraf von Baden (1596)
- Ludwig Friedrich Herzog von Württemberg (1618)
- Johannes Magirus (Stuttgart 1595 und Denkendorf 1618)
- Lucas Osiander (Stuttgart, 9. Mai 1585 und Maulbronn 1625)
- Eberhard Herr zu Rappoltstein (Stuttgart, 15. März 1626)

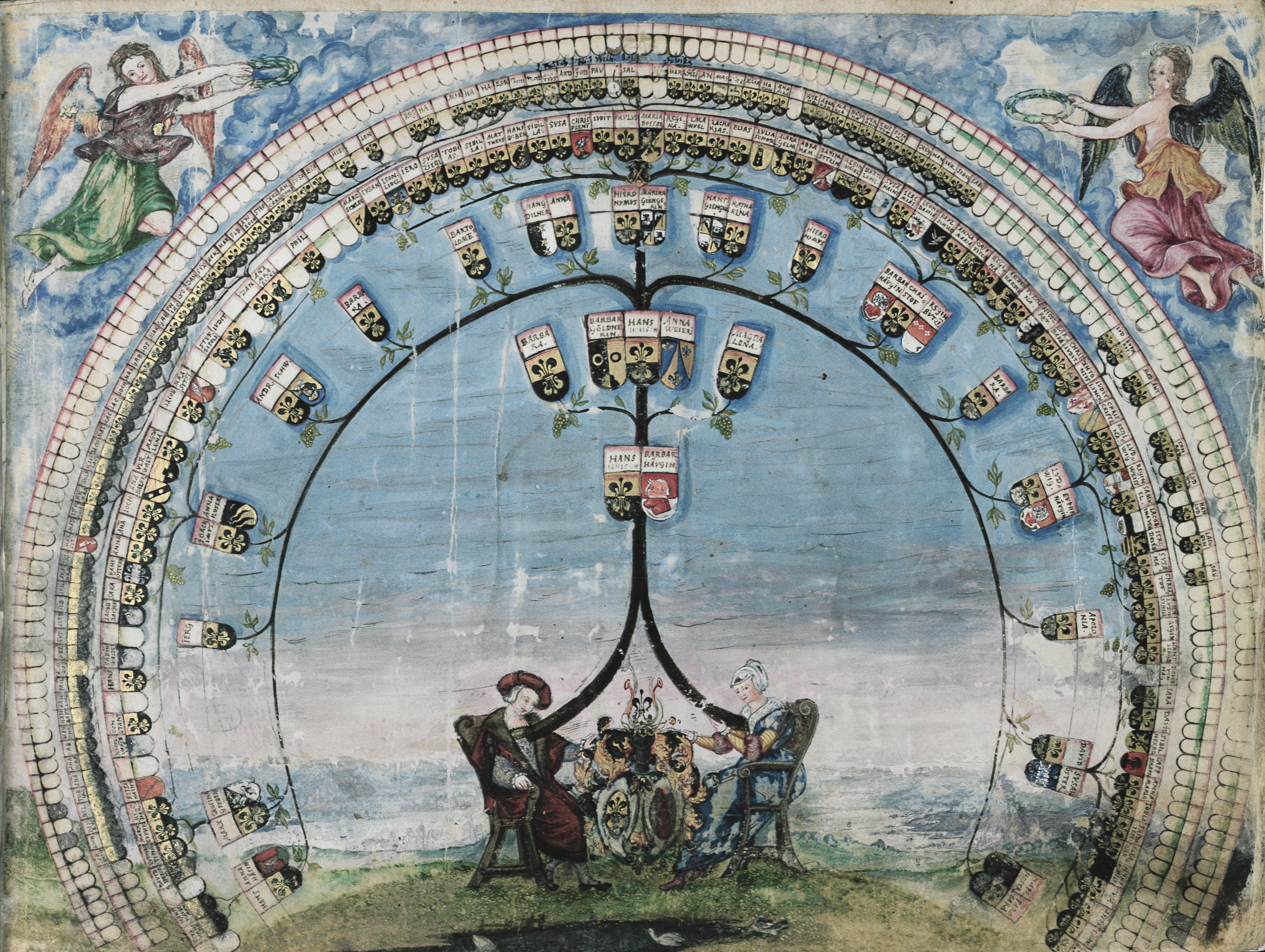
Stammbaum der Familie Jenisch (WLB Stuttgart: Cod.hist.qt.298, Bl. 6r)

Unter den Bildern gibt es folgende drei mit einem persönlichen Bezug:
- Bildnis der Maria Jenisch geb. Gienger (Mutter) im Alter von 74 Jahren (Miniaturgemälde, 1598)
- Bildnis von Paul Jenisch (Kupferstich, 1618, siehe oben)
- Stammbaum der Familie Jenisch mit gemalten Wappen (1591, WLB Stuttgart Cod.hist.qt.298, Bl.6r)

## Schriften
- Seelenschatz. Das ist: Gründlicher Bericht auss Gottes wort, Christenlich zu leben, vnd seliglich zusterben, Langingen 1595 (Digitalisat).
- Trostschrift an alle angefochtene, verfolgte und betrübte Christen, beneben Vermahnung zu standhafftem Bekentnis der wahren christenlichen Religion, Leipzig 1601 (12 Auflagen).
- Von der Glückseligkeit / Gründtliche unterweisung aus Gottes wort: welche eigentlich für recht glückselige Leut zu halten seyn. Lamberg, Leipzig 1617.
- Kurtzer Extract auß einer geschribnen Chronick, darinnen summarisch erzehlet wirdt wann [etc.] Paulus Jenisch in Augspurg zu einem Kirchenpfleger erwehlet sey worden und was sich biß auff sein Abschaffung und bald hernach, sonderlich von wegen seines publicierten Seelenschatzes mit ihme unnd andern daselbsten begeben unnd zugetragen hab. Jenisch, Stuttgart 1617.
- Des Seelenschatzes Vierdter Theil: Spiegel des Lebens / Aller getrewen Nachfolger und geistlichen Ritter Jesu Christi. Lamberg, Leipzig 1618.
- Deß Seelenschatzes fünffter und letzter Theil. Kühne, Ulm 1645.

## Zeitgenössische Dokumente
- Kurtzer Extract auss einer geschribenen Chronick, Darinnen Summarisch erzehlet wirdt, wann ec. Paulus Jenisch in Augspurg, zu eine[m] Kirchenpfleger erwehlet sey worden … , ca. 1617
- Johann Schmid: Exequiae Jenischianae. Das ist: Christliche Leichpredigt. Bey … Leichbegängnuß, deß … Herrn, Pauli Jenischen, Vor diesem geweßnen Burgers vnnd Kirchen-Probsts zu Augspurgs hernacher Fürstl. Württembergischen vieljährigen Hoffverwandten zu Stuttgardt …, 1648